# Ceryx incipiens
Ceryx incipiens är en fjärilsart som beskrevs av Walker 1864. Ceryx incipiens ingår i släktet Ceryx och familjen björnspinnare. Inga underarter finns listade i Catalogue of Life.